# إدريس المسماري
إدريس المسماري (1956 - 2017م)، هو كاتب صحفي وناشط سياسي ليبي، الرئيس السابق لهيئة دعم وتشجيع الصحافة في ليبيا ورئيس تحرير مجلة «عراجين»،.

## حياته
بدأ الكتابة في سن مبكرة بجريدة الأسبوع الثقافي قبل أن يسجن لآرائه السياسية ويقضي عشر سنوات في سجون النظام وبعد خروجه تولى رئاسة تحريرمجلة عراجين التي تزامنت مع تبني النظام الليبي لدعم حقوق الإنسان ومحاربة الفساد وعقب اندلاع ثورة 17 فبراير خرج مع المتظاهرين في الشوارع وخاطب قناتي الجزيرة والعربية فاعتقل مجددا وخرج من السجن بعد ذلك ليتولى في أول حكومة ليبية بعد الثورة منصب رئيس هيأة دعم وتشجيع الصحافة إلى أن توفي يوم 24 يناير2017 رحمه الله إثر نوبة قلبية.